# The French Laundry
The French Laundry és un restaurant de cuina francesa i californiana amb tres estrelles Michelin situat a Yountville, Califòrnia, a la vall de Napa. Sally Schmitt, una xef visionària i pionera de la cuina de Califòrnia, va obrir 'The French Laundry' el 1978 i va dissenyar els seus menús amb ingredients locals de temporada. Des de 1994, el xef i propietari de The French Laundry és Thomas Keller. L'edifici del restaurant data de 1900 i es va afegir al Registre Nacional de Llocs Històrics el 1978.
La revista britànica The Restaurant Magazine l'ha inclòs diverses vegades a la seva llista dels 'cinquanta millors restaurants del món'. Així, per exemple el 2003 i el 2004 el considerà el millor restaurant del món.